# Wanderverband Bayern
Der Wanderverband Bayern ist der landesweite Dachverband für derzeit 16 Gebirgs- und Wandervereine in Bayern mit insgesamt etwa 100.000 Mitgliedern. Er ist der mitgliederstärkste und flächenmäßig größte Landesverband im Deutschen Wanderverband. Die vollständige Bezeichnung des Wanderverbands Bayern lautet: Landesverband Bayern der Deutschen Gebirgs- und Wandervereine e.V. Er ist ein eingetragener Verein im Vereinsregister Nürnberg, VR 1144. Sitz der Geschäftsstelle ist Bischberg bei Bamberg.

## Gründung, Aufgaben und Ziele des Verbandes
Der Wanderverband Bayern wurde 1972 in Bad Steben gegründet. Er vertritt die Interessen seiner derzeit 16 Mitgliedsvereine auf Landes- und Bundesebene. Satzungsgemäße Ziele des Verbandes sind u. a.:
- Die Erhaltung, Pflege und Entwicklung der Vielfalt, Eigenart und Schönheit von Natur und Landschaft und der Funktionsfähigkeit des Naturhaushalts, insbesondere des traditionellen Landschaftsbildes und der Lebensgemeinschaften und Lebensräume der heimischen wildlebenden Tiere und Pflanzen. Als anerkannter Naturschutzverband ist der Wanderverband Bayern an diversen Aufgabenstellungen und Entscheidungen beteiligt, die diese Ziele betreffen.
- Die Förderung des Wanderns mit dem Ziel, das Verständnis für Natur und Landschaft zu fördern und Konflikte zwischen Naturschutz und Landschaftspflege einerseits und den Erholungsaktivitäten andererseits zu vermeiden oder zu verringern; u. a. sollen durch die Herausgabe von Wanderkarten und die Ausbildung von Wander-, Natur- und Landschaftsführern sowie durch die Anlage und Unterhaltung von Wanderwegen, Wanderparkplätzen, Lehrpfaden, Wanderheimen, Schutzhütten und Aussichtstürmen das Naturerlebnis ermöglicht und zugleich der Natur die notwendigen, möglichst ungestörten Entwicklungsräume gesichert werden.
- Die Pflege der Kultur in ihren landschaftsgebundenen Erscheinungsformen in Brauchtum und Tracht, Volkskunst und Denkmalpflege.
- Die Förderung von Jugend- und Familienarbeit.

Für die Aufgaben der Aus- und Weiterbildung betreibt der Wanderverband Bayern die Heimat- und Wanderakademie Bayern. An der Akademie werden u. a. DWV-Wanderführer® und Zertifizierte Natur- und Landschaftsführer (BANU) aus- und fortgebildet, außerdem Gesundheitswanderführer nach den Richtlinien des Deutschen Wanderverbands.

## Struktur des Verbandes
Der Wanderverband Bayern besitzt einen von einer Vertreterversammlung der Mitgliedsvereine auf vier Jahre gewählten Vorstand, an dessen Spitze das Präsidium steht. Die letzten Wahlen fanden am 9. März 2019 statt. Amtierender Präsident ist Dr. Gerhard Ermischer vom Spessartbund e.V., die amtierenden Vizepräsidenten sind Karlheinz Schuster vom Fränkischen Albverein e.V. und Uwe Brüggmann vom Spessartbund e.V.
Zum Vorstand gehören außerdem die gewählten Fachwarte, die den Fachbereichen vorstehen. Die Fachbereiche sind: Familie, Jugend, Kultur, Naturschutz, Presse- und Öffentlichkeitsarbeit, Wandern, Wege (geteilt in die Aufgabenbereiche Wege-Förderung und Wege-Management).

## Mitgliedsvereine
Derzeit sind im Wanderverband Bayern 16 Gebirgs- und Wandervereine aus Bayern organisiert:
- Alz-Ruperti-Wanderwege-Verein e.V.
- Bayerischer Wald-Verein e.V.
- Fichtelgebirgsverein e.V.
- Fränkischer Albverein e.V.
- Fränkische-Schweiz-Verein e.V.
- Frankenwaldverein e.V.
- Haßbergeverein e.V.
- Oberpfälzer Waldverein e.V.
- Odenwaldklub e.V.
- Rennsteigverein 1896 e.V.
- Rhönklub e.V.
- Rott-Inntal-Verein e.V.
- Spessartbund e.V.
- Steigerwaldklub e.V.
- Thüringerwald-Verein Coburg e.V.
- Wandern und Erleben Allgäu e.V.

Außerdem hat der Wanderverband Bayern aktuell zwei institutionelle Mitglieder:
- Naturpark Nagelfluhkette
- SalzAlpenSteig

## Wanderwege-Netz in Bayern
Der Wanderverband Bayern erhält vom Freistaat Bayern Fördermittel für die Anlage und den Unterhalt des Wanderwege-Netzes in Bayern. Die Mitgliedsvereine des Wanderverbands Bayern markieren und pflegen ein Wanderwege-Netz von etwa 43.000 km Länge.
Anfang März 2019 sagte der Bayerische Staatsminister für Umwelt und Verbraucherschutz Thorsten Glauber (Freie Wähler) eine Erhöhung der Fördermittel für die Wanderwege-Arbeit zu. Laut Medienberichten sind zum Erhalt eines intakten Wanderwege-Netzes zusätzlich 200.000 Euro im Entwurf des Doppelhaushalts 2019/2020 der Bayerischen Staatsregierung vorgesehen.